# NetCat (система керування контентом)
Професійна система управління сайтами NetCat — це програмний комплекс управління контентом (CMS, Content Management System). Розробляється в Росії.

## Опис
Система управління сайтами Netcat дозволяє створювати вебсайти різних рівнів складності і управляти створеним сайтом без необхідності знання вебсервера та вебтехнологій. Простий та інтуїтивно зрозумілий інтерфейс системи адміністрування дозволить управляти сайтом користувачеві, знайомому з комп'ютером на рівні роботи в Microsoft Windows/Microsoft Office.
Перша версія системи була розроблена в 1999 році. Згідно з дослідженням ринку CMS, проведеного інтернет-виданням Webinform, система Netcat є універсальним засобом управління сайтами. Система розрахована для наступних видів сайтів:
- корпоративні представництва;
- інтернет сервери портального типу;
- бібліотеки даних, файл-архіви;
- інтернет-видання, ЗМІ;
- електронні магазини
- і інше, в тому числі складні інтерактивні вебсистеми.

Система адміністрування в Netcat розділена на дві частини: інтерфейс користувача і інтерфейс розробника. Для використання системи не потрібне знання інтернет-технологій, мов програмування і розмітки. Інтерфейс системи простий і інтуїтивно зрозумілий для користувача, що має досвід роботи на комп'ютері.
Типові можливості системи (створення рубрикатора, адаптація дизайну, наповнення вмістом, адміністрування), необхідні для більшості сайтів, можуть легко доповнюватися нестандартними рішеннями для електронної комерції, каталогами різного типа, системами статистики, системами управління рекламою.
Netcat дозволяє гнучку адаптацію системи під потреби замовника.
Система управління сайтами Netcat надає користувачам і розробникам такі можливості: 
- Створення і впровадження за допомогою Netcat інформаційних систем різного рівня — від простих сайтів з мінімальним контентом до складних вебсистем, порталів, торговельних майданчиків і ЗМІ.
- На базі однієї встановленої системи можливо управляти декількома різними сайтами.
- Система може бути встановлена практично на будь-який сучасний хостинг без установки додаткових програм.
- Управління інформацією на сайті здійснюється користувачем або групою користувачів з можливістю чіткого розділення прав управління.
- Сайт на основі системи Netcat дозволяє використовувати будь-які графічні і анімаційні елементи.
- У системі Netcat реалізовані різні функціональні можливості, наприклад, можливість інтерактивного спілкування з відвідувачами сайту, голосування, опити, форуми різних типів.
- Розробники мають можливість створювати додаткові модулі самостійно.

Для Netcat розроблено декілька додаткових модулів: 
- модулі інтерактивних функціоналів
- модулі електронної комерції
- модулі електронного документообігу
- модулі взаємодії з партнерами або співробітниками, що перебувають поза офісом, модулі взаємодії між різними офісами в рамках однієї системи.

Також за допомогою Netcat можуть бути вирішені завдання створення орієнтованих для вебсервера інформаційних систем: 
- розрахованих на багато користувачів, з розділенням прав доступу до інформації і функцій по її зміні
- метою яких є структуризація і каталогізація інформації різних типів
- ASP-сервісів і ін.